# Enispa rufapicia
Enispa rufapicia là một loài bướm đêm trong họ Noctuidae.